# Dějiny Evropy

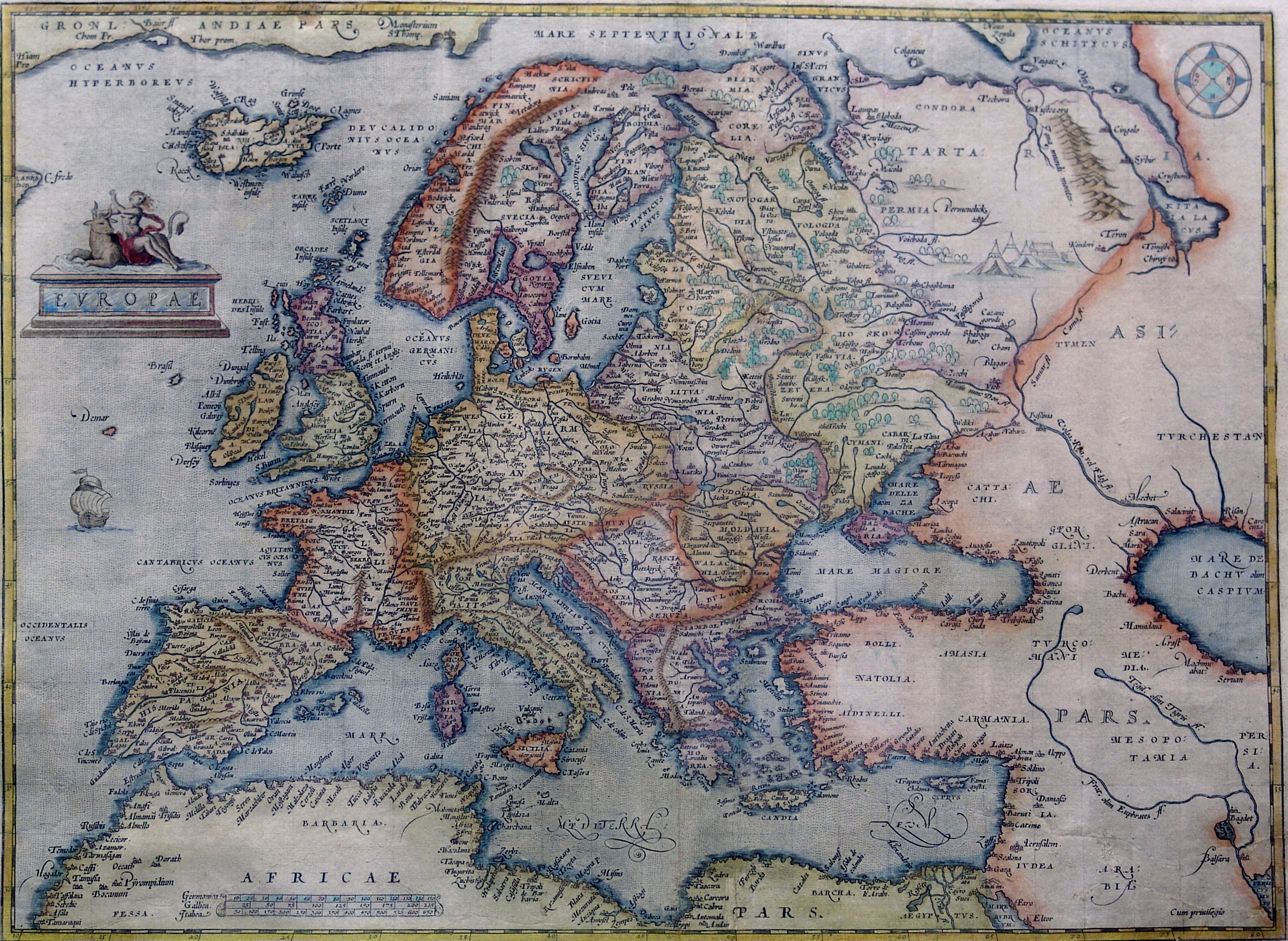
Evropa zobrazená antverpským kartografem Abrahamem Orteliusem v roce 1595

Dějiny Evropy se zabývají objevováním a shromažďováním, studiem, organizováním a prezentací a výkladem minulých událostí a lidských poměrů v Evropě od počátku písemných záznamů. Během neolitu a v době migrací Indo-Evropanů Evropa zažila příliv lidí z východu a jihovýchodu a následnou důležitou kulturní a materiální výměnu. Období známé jako antika začalo vznikem městských států starověkého Řecka. Římská říše později ovládla celé Středomoří. Pád Západořímské říše v roce 476 se tradičně pokládá za počátek středověku. Počínaje 14. stoletím zpochybnila renesance tradiční doktríny ve vědě a teologii. Současně s tím protestantská reformace zřídila protestantské církve především v Německu, Skandinávii a Anglii. Po roce 1800 přinesla průmyslová revoluce Británii a západní Evropě prosperitu. Hlavní evropské mocnosti založily kolonie ve většině Ameriky a Afriky a v částech Asie. Ve 20. století měla první a druhá světová válka za následek obrovské počty mrtvých. Studená válka dominovala evropské geopolitice v letech 1947 až 1989. Po pádu železné opony se evropské země sblížily.

## Pravěk

### Paleolit

Mapa zobrazující nejstarší migraci lidí v pravěké Evropě.

Homo erectus georgicus, který žil zhruba před 1,8 miliony let v Gruzii, je nejstarším hominidem, který byl v Evropě objeven. Lézignan-la-Cèbe ve Francii, Orce ve Španělsku, Monte Poggiolo v Itálii a Kozarnika v Bulharsku patří mezi nejstarší paleolitická naleziště v Evropě.
Prvními příslušníky lidského rodu v Evropě byli Homo antecessor, kteří do ní pronikli před 800 tisíci lety a před 600 tisíci lety se vyvinuli v Homo heidelbergensis a ti zas pod vlivem snižujících se teplot před 250 tisíci lety na Homo neanderthalensis. Stali se nositeli kultur jako Micoquien, Mousterien a Châtelperronian a před 70 tisíci lety osídlili i Přední východ a střední Asii. První Homo sapiens v Evropě se začali nejspíš šířit před 45 tisíci lety Středomořím a na Balkán. Přibližně před 36 500 lety pak přichází ze střední Asie další populace Homo sapiens nazývaná kromaňonci a zakládá kulturu aurignacien a během interglaciálu před 29 tisíci lety z Arabského poloostrova nositelé kultury gravettien. V této době, nejspíš pod vlivem přečíslení nově příchozími vymírají neandrtálci. V období 22 – 10 tisíci lety následují kultury solutréen, magdalenién, hamburská, ahrensburg a swiderian. S koncem poslední doby ledové lidé (ještě jako lovci a sběrači) migrují do Evropy.

### Mezolit
Přibližně kolem roku 8 000 př. n. l. začíná s koncem doby ledové v Evropě mezolit, který v regionech méně vhodných pro zemědělství, jako je severní Evropa, trval až do doby 5 – 4 000 př. n. l. Oteplení v této době způsobilo počátek rozsáhlého zalesňování Evropy.

### Neolit

Neolitická expanze

Neolit počíná s příchodem zemědělství, které se do Evropy rozšířilo z Předního východu. V Řecku začíná kolem roku 7 000 př. n. l., ve střední Evropě kolem roku 6 000 př. n. l., v západní Evropě kolem roku 5 000 př. n. l. a nakonec, kolem roku 4 000 př. n. l. i na Britských ostrovech a v jižní Skandinávii. Mezi neolitické kultury patří například kultura s lineární keramikou rozšířená v letech 5 500 – 4 500 př. n. l. ve střední Evropě, kultura Vinča rozšířená mezi 6. a 3. tisíciletím na Balkáně a také tzv. megalitické kultury v západní Evropě a západním Středomoří šířící se od 4. tisíciletí. Dodnes známá a zachovaná naleziště památek megalitické kultury se táhnou téměř polokruhem od Skandinávie, před Britské ostrovy, Francii, Pyrenejský poloostrov až po středomořské ostrovy (kde zahrnují i severoafrické pobřeží); další naleziště jsou v severním Německu, Polsku na Balkáně, v Palestině, Turecku. Jen málo se dosud ví o spojitosti se stavbami podobného charakteru na ostatních kontinentech.

### Eneolit
Eneolit nebo chalkolit počíná se zpracováním mědi, v Evropě nejdříve na Balkáně kolem roku 4 500 př. n. l.
V letech 4 000 – 2 700 př. n. l. se ve střední a severní Evropě objevuje kultura s nálevkovitými poháry a jižně od ní v letech 3 400 – 3 000 kultura s kanelovanými poháry. V letech 2 400 – 1800 př. n. l. se po většině Evropy kultura se zvoncovými poháry.
Kolem roku 2 800 př. n. l. se objevují dvě kultury považované za první doložitelné Indoevropany v Evropě, jedná se o kulturu se šňůrovou keramikou a kulturu okrových hrobů rozšířené východní a střední Evropě od Finska po Balkán. Podle jedné z teorií, autochtonní, se tyto kultury vyvinuly z předchozích, podle druhé, migrační, její nositelé byli nově příchozími.

## Starověk

Středomoří v roce 218 př. n. l.

Od 3. tisíciletí př. n. l. počíná v oblasti Egejského moře doba bronzová představovaná mínojskou a kykladskou kulturou a později mykénskou. Ve střední Evropě počíná zpracování bronzu kolem roku 2 300 př. n. l. a dochází k rozvoji únětické kultury. Ta je v letech 1300 – 750 př. n. l. následována kulturou popelnicových polí. Doba železná počíná v Řecku kolem roku 1 200 př. n. l. a kolem roku 700. př. n. l.

### Keltové
První kulturou která je pokládána za keltskou je halštatská, následující kulturu popelnicových polí, rozkládající se od střední Francie po Maďarsko a existující v letech 750 – 450 př. n. l. Byla nahrazena kulturou laténskou existující až do přelomu letopočtu, ta expandovala ze střední Evropy do Španělska, na Balkán, Britské ostrovy a také do Malé Asie. Keltové představující tzv. laténskou kulturu obývali západní, střední a částečně i jižní a východní Evropy. Nejzazší kořeny Keltů sahají přinejmenším do období kolem poloviny 2. tisíciletí př. n. l. Přestože není jisté, zda všechny kmeny měly stejný rasový původ, vyspěly postupně v etnikum s jednotným jazykem, kulturou a s vlastním náboženstvím. Jejich největší rozkvět nastal mezi 6. a 1. stoletím př. n. l. (laténská kultura) – rozvinuli zemědělství, obchod, nebo umělecké a řemeslné činnosti, mj., šperky a ražbu peněz. V roce 378 př. n. l. vyplenili Keltové Řím a o sto let později také vpadli do Řecka. Užívali i písmo. V 1. století př. n. l. podlehli Keltové v severní Itálii, Galii a Británii vojenské expanzi Římanů a byli postupně asimilováni či vytlačeni do Skotska a Irska. Ve Španělsku se Keltové smísily s národem Iberů, neznámého původu. Dodnes se v západní Evropě hovoří jazyky z keltské jazykové skupiny: velštinou, irštinou, skotskou gaelštinou, kornštinou a bretonštinou.

### Starověké Řecko
Mezi roky 1 200 – 900 př. n. l. nastává v Řecku v souvislosti s invazí mořských národů jako byli Dórové pád mykénské civilizace tzv. Temné období a počíná doba železná. Po ní následuje nový rozkvět a řecká kolonizace Středomoří kdy se Řekové museli bránit Perské říši v rámci řecko-perských válek. Následné spory mezi městskými státy jako peloponéská válka vedly k jejich oslabení a zabrání Makedonií, jejíž pozdější král, Alexandr Veliký dobyl Perskou říši a rozšířil řeckou kulturu na Přední východ, čímž počala epocha helénismu. V 2. století př. n. l. se Řecko stalo součástí Římské říše.

### Starověký Řím
Město Řím bylo Latiny založeno roku 753 př. n. l. kdy Itálii dominovali Etruskové a na severu Veneti a Ligurové. Na počátku 5. století př. n. l. počala klesat etruská moc a Řím se stal republikou, která počala dominovat Středomoří. K další expanzi a rozvoji došlo se vznikem císařství v roce 27 př. n. l.. Římané během své dlouhé vojenské expanze vyvrátili a ovládli území mnoha kultur, např. Kartágo, Kelty v Galii a Británii, antické Řecko, Dacii a Egypt, podmanili si středomoří a část západní Evropy. Po přelomu letopočtu se začalo v Římské říši šířit křesťanství, které roku 313 přestalo být pronásledováno a do roku 392 se postupně se stalo jediným povoleným náboženstvím říše, které nahradilo původní antická náboženství. se naplno rozbíhá stěhování národů. Roku 395 je říše trvale rozdělena na Západořímskou a Východořímskou. Západořímská říše se na konci 4. století v důsledku vnitřních mocenských a ekonomických problémů a stěhování národů, spojeného s příchodem nových většinou germánských kmenů, postupně rozkládala a definitivně zaniká roku 476. Východořímská říše nazývaná později historiky jako Byzantská říše, přetrvala až do roku 1453, kdy podlehla expanzi Osmanských Turků. 
Stěhování národů je období pozdního starověku, začínající ve 4. století, kdy nově příchozí germánské kmeny pronikaly na území Římské říše. Z konce tohoto období, z 5. a 6. století, se nám dochovaly první jisté písemné zmínky o Slovanech (nazývaných v raně středověkých německých análech jménem Venetové) a Avarech.

### Ostatní etnika
Mezi další evropská etnika patřili Germáni kteří mezi lety 750 – 100 př. n. l. expandovali z jižní Skandinávie a Jutského poloostrova na jih a střetli se s Římany a Kelty. Na konci starověku, během stěhování národů, pak osídlili rozsáhlá území Evropy.
Východní část Balkánského poloostrova obývali Thrákové, skupina indoevropských kmenů, kteří byli postupně helenizováni, romanizováni a nakonec slavizováni. Jejich blízkými příbuznými byli Dákové a Getové, předci dnešních Rumunů. Východní Balkán obývali jistou dobu také Frýgové, jeden z mořských národů, byli však Thráky vytlačeni do Malé Asie. Západní Balkán byl obydlen Ilyry, kteří byli později z větší části romanizováni a později slavizováni, druhá část se stala předky Albánců.
Severní Černomoří osídlili mezi roky 800 – 400 př. n. l. nomádské kmeny Skytů íránského původu, východně od nich pak žili příbuzné kmeny Sarmatů. Před Skyty obývali tuto oblast Kimmeriové, kteří se poté rozdělili na dvě skupiny, jedna z nich pronikla na Balkán a splynula s Thráky, druhá na Kavkaz. Území mezi Vislou a horním Dněprem obývalo záhadné etnikum Venedů, zmiňované římskými autory. Mezi další tajemná etnika starověké východní Evropy patří Fenni, Aesti a Sitones.

## Středověk

### Raný středověk
Za počátek evropského středověku je považován pád Západořímské říše v roce 476, případně příchod Slovanů do Střední Evropy v 5.–6. století chápaný jako konec stěhování národů. V bývalé Západořímské říši na počátku středověku dochází k formování nových států a ke změně společnosti na feudální. Vizigóti vyznávající ariánské křesťanství vytvořili po roce 419 v jižní Gali a Hispánii Vizigotské království (419–720) a v severní Galii přijal kmen Franků katolickou víru, vojensky si podrobil sousední kmeny a vytvořil tak Franskou říší (481–843). V 5. a 6. století je území střední Evropy na východ od řek Labe a Sála, východní Evropy i Balkánu obýváno Slovany. Před christianizací Slovanů patřily mezi dodnes zaznamenaná kulturně-náboženská centra slovanského náboženství např. chrámy v Retře nebo v Arkoně (do roku 1168). Mezi doložené slovanské politické útvary patřily např. některé kmenové svazy Polabských Slovanů (např. svaz Luticů či Oboritů), Sámova říše (624–659), Velkomoravská říše (833–906), Bulharská říše v 7. století, Kyjevská Rus (později Rusko), Chorvatsko, Srbsko, České knížectví v 9. století a Polsko roku 960. Počátkem 8. století pronikají do Hispánie muslimští Arabové a Berbeři z oblasti dnešního Maroka. Muslimům se podařilo rozvrátit Vizigotskou říši, ovládnout Pyrenejský poloostrov a vytvořit zde Córdobský emirát (756–929). V další expanzi do Evropy muslimy zastavili Frankové. V 8. – 11. století podnikali skandinávští mořeplavci zvaní vikingové válečné či obchodní cesty do různých částí Evropy. Vikingové se dostali také na Faerské ostrovy, kolonizovali Island a Grónsko a okolo roku 985 odtud pronikli do Severní Ameriky, kde zbudovali později zaniklou osadu v severní části Newfoundlandu. V roce 895 do Evropy pronikli Maďaři, usadili se v Uherských nížinách a roku 1000 zde založili Uherské království (1000–1918). Na počátku 10. století vzniká Svatá říše římská, která začíná dominovat střední Evropě.
Východořímská říše zažila na počátku středověku svůj rozkvět a zabrala velkou část Středomoří, včetně Itálie a jižního Balkánu. Na počátku 7. století však začala být ohrožována arabskou expanzí, která připravila říši o dvě třetiny území a ukončila etapu pozdní antiky. Od té doby se mluví o Byzantské říši, která na konci 10. století zažila nový rozkvět. Na počátku 13. století počala opět upadat pod vlivem křižáckých válek a roku 1453 bylo její hlavní město Konstantinopol definitivně dobyto osmanskými Turky.

### Vrcholný středověk

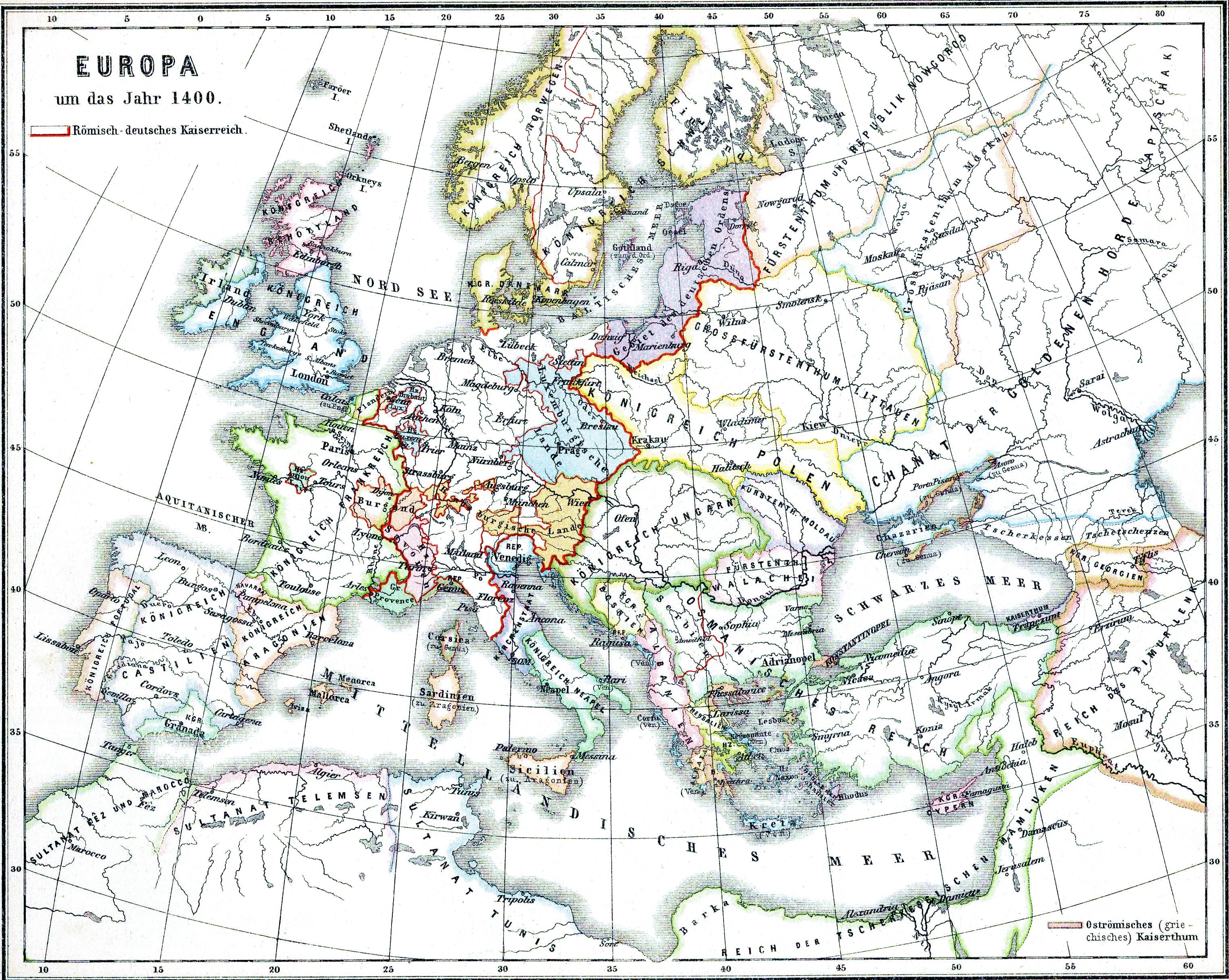
Evropa v roce 1400

Od 11. století dochází k rozkvětu západní, jižní a střední Evropy a došlo k procesu velké kolonizace. Také je znovudobyt Pyrenejský poloostrov v rámci reconquisty, dokončena christianizace východní Evropy a dočasné územní zisky křesťanům přináší křižácké války. Dochází k posílení královské moci například v Anglii, Francii, Čechách a Království obojí Sicílie, zatímco Itálie a Německo tvořící Svatou říši Římskou zůstávají politicky rozdrobené.

### Pozdní středověk
Vrcholný středověk končí ve 14. století krizí pozdního středověku, kdy Evropu zasáhla morová epidemie, hladomory, války, náboženské spory a lidová povstání. Zatímco v západní Evropě dochází k dalšímu posílení královské moci ve Francii, Anglii a nově vzniklém Španělsku, ve střední Evropě se prosazuje stavovský systém oslabující moc krále.

## Novověk

### Raný novověk
Jako počátek evropského novověku bývá tradičně považováno objevení Ameriky Kryštofem Kolumbem v roce 1492, případně vystoupení Martina Luthera roku 1517, které vedlo ke vzniku reformace. V této době se evropská intelektuální elita snaží navazovat na antický svět, čímž dává vzniknout renesanci a humanismu, dochází k významným zámořským objevům, zároveň se však jedná o období náboženských válek a především ve střední Evropě procesů s čarodějnicemi. Během 18. století je raný novověk ukončen nástupem osvícenství, pod jehož vlivem se počíná prosazovat panovnický absolutismus a průmyslové revoluce.

### 19. století

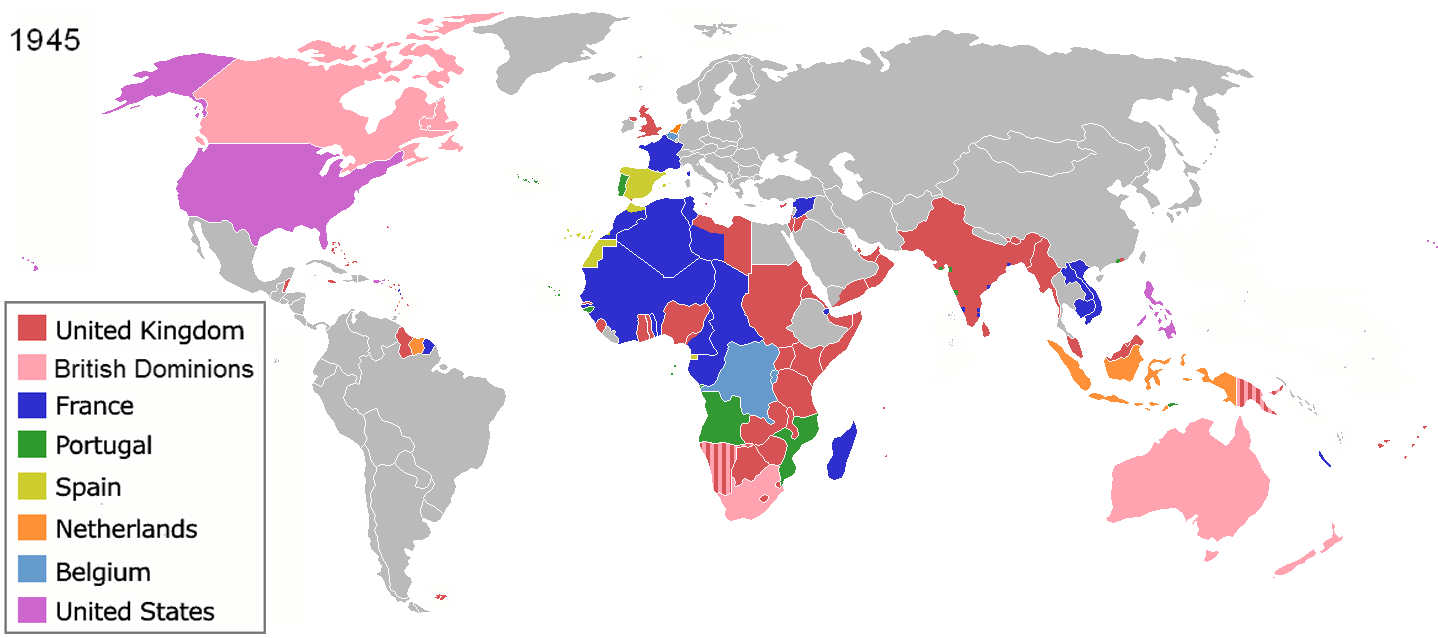
Evropské kolonie v roce 1945

Na konci 18. století počíná radikální proměna evropské společnosti v souvislosti s nástupem průmyslové revoluce. Dochází také k společenské proměně směrem k republikánství představované Americkou válkou za nezávislost a především Francouzskou revolucí. Během 19. století se pak Evropou šíří nové myšlenky liberalismu, socialismu a nacionalismu. Politicky začíná dominovat několik málo států: Velká Británie, Francie, Prusko, Rakousko-Uhersko a Rusko, které se snaží úspěšně i neúspěšně získat rozsáhlé kolonie. V druhé polovině 19. století také dochází ke sjednocení Německa a Itálie.

### 20. století
Počátek 20. století byl poznamenán první světovou válkou, která vyústila v rozpad Rakouska-Uherska na národní státy a přerod Ruska v Sovětský svaz. Na konci 20. let pak Evropu zasáhla Velká hospodářská krize, která přispěla k rozvoji nacismu v Německu a vyvolání druhé světové války. Po ní došlo k rozdělení Evropy na Západní blok, držící se ideálů demokracie a tržní ekonomiky, a Východní blok, držící se ideálů socialismu, představovaný Sovětským svazem a jeho satelity. Po rozpadu Východního bloku se tyto státy snažily přiblížit západní Evropě, s čímž souvisí rozšiřování Evropské unie na bývalé komunistické země.